# Prieto Diaz
Prieto Diaz é um município de  quinta classe de renda municipal (d) na província Sorsogon, nas Filipinas. De acordo com o censo de 1 de maio  de  2020 possui uma população de 22 644 pessoas e 5 346 domicílios.